# Martin Behaim

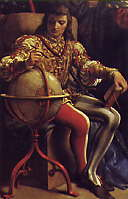

Martin Behaim (ur. 6 października 1459 w Norymberdze, zm. 29 lipca 1507 w Lizbonie) – niemiecki geograf, nawigator i kosmograf.
Około 1484 zamieszkał w Lizbonie (mieszkał tam wtedy Krzysztof Kolumb). Udało mu się wejść w kręgi uczonych i został mianowany do komisji morskiej. Ożenił się z córką kapitana Fayala na Azorach. Został członkiem inflanckiej gałęzi zakonu krzyżackiego.
W 1490 wrócił do rodzinnej Norymbergi, gdzie w roku 1492 skonstruował globus przed odkryciem Ameryki przez Kolumba. Kolumb wrócił na początku 1493 i wiadomość o odkryciu lądu na zachodzie, a tym samym prawdopodobieństwa kulistości planety, rozeszła się dużo później niż stworzenie globusa przez Behaima.

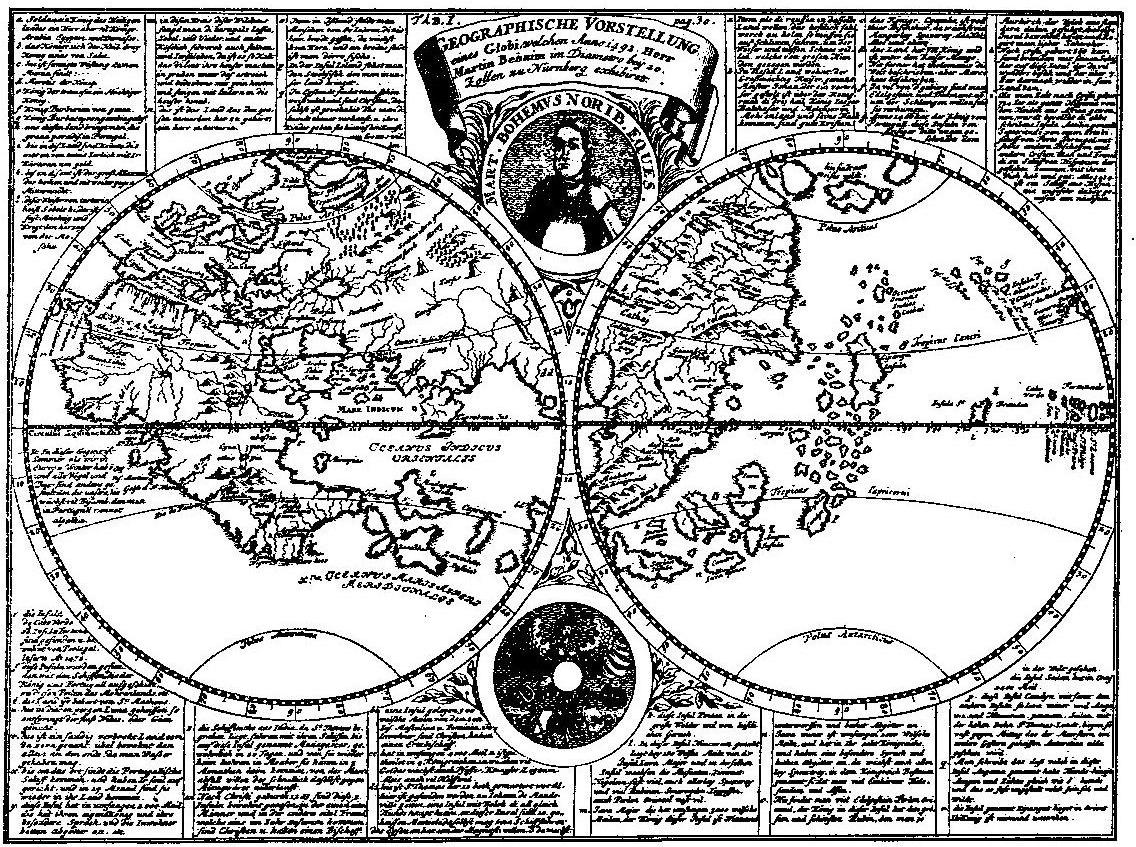
Mapa z globusu Behaima

Na globusie umieszczone jest Cipangu (wczesna nazwa Japonii) na wysokości
Afryki, a Atlantyk jest nieproporcjonalnie wąski, podobnie jak sugerował to Kolumb. Nie jest jasne, czy Behaim miał wpływ na Kolumba, albo czy współpracowali podczas pobytu w Lizbonie.
Istnieją przypuszczenia, że Behaim był nauczycielem innego wielkiego podróżnika owych czasów, Portugalczyka Ferdynanda Magellana.